# 장예원 (아나운서)
장예원(張睿元, 1990년 7월 14일~)은 대한민국의 前 SBS 아나운서 출신 방송인이다.

## 학력
- 엄사중학교 (졸업)
- 용남고등학교 (졸업)
- 숙명여자대학교 미디어학부 (졸업)

## 경력
- SBS 18기 공채 아나운서 (2012년 10월 ~ 2020년 9월 14일)
- 대한민국 공군 홍보대사 (2015년 4월 10일)
- 대한민국 통계청 인구주택 및 농립어업 총조사 홍보대사 (2015년 6월 26일)
- 대한민국 제20대 국회 동물복지 국회포럼 홍보대사 (2016년 6월 29일)
- 2018 평창 동계 올림픽 및 2018 평창 동계 패럴림픽 아나운서 홍보대사 (2016년 7월 22일)

## 진행
| 채널         | 프로그램                         | 진행 기간                          | 비고                                    |
| ------------ | -------------------------------- | ---------------------------------- | --------------------------------------- |
| SBS TV       | 2014 국민의 선택                 | 2014년 6월 4일 수요일              | 대한민국 제6회 지방 선거 방송           |
| SBS TV       | 2016 국민의 선택                 | 2016년 4월 13일 수요일             | 대한민국 제20대 국회의원 선거 방송      |
| SBS TV       | 2017 국민의 선택                 | 2017년 5월 9일 화요일              | 대한민국 제19대 대통령 선거 방송        |
| SBS TV       | 2018 국민의 선택                 | 2018년 6월 13일 수요일             | 대한민국 제7회 지방 선거 방송           |
| SBS TV       | 2014 브라질 월드컵               | 대회 기간                          |                                         |
| SBS TV       | 2014 인천 아시안 게임            | 대회 기간                          |                                         |
| SBS TV       | 2016 리우 올림픽                 | 대회 기간                          | 리우 2016                               |
| SBS TV       | 2018 평창 동계 올림픽            | 대회 기간                          | 모닝와이드, SBS 8 뉴스                  |
| SBS TV       | 2018 러시아 월드컵               | 대회 기간                          | SBS 8 뉴스                              |
| SBS TV       | 2018 자카르타•팔렘방 아시안 게임 | 대회 기간                          |                                         |
| SBS TV       | 열린 TV 시청자 세상              | 2013년 6월 7일 ~ 12월 27일         | 클릭! 시청자 목소리                     |
| SBS TV       | 모닝와이드                       | 2013년 3월 18일 ~ 2014년 2월 28일  | 생생지구촌 및 3부 연예뉴스 등 다수 코너 |
| SBS TV       | 모닝와이드                       | 2014년 3월 8일 ~ 12월 27일         | 토요일 아침 종합 뉴스                   |
| SBS TV       | 모닝와이드                       | 2016년 5월 28일 ~ 12월 17일        | 토요일 아침 종합 뉴스                   |
| SBS TV       | SBS 8 뉴스                       | 2016년 12월 24일 ~ 2017년 5월 21일 | 주말 종합 뉴스                          |
| SBS TV       | SBS 스포츠 뉴스                  | 2014년 9월 15일 ~ 2015년 1월 2일   | 평일                                    |
| SBS TV       | SBS 스포츠 뉴스                  | 2017년 7월 24일 ~ 2019년 8월 30일  | 평일                                    |
| SBS TV       | 한밤의 TV 연예                   | 2014년 1월 8일 ~ 9월 3일           | 리포터                                  |
| SBS TV       | 한밤의 TV 연예                   | 2015년 1월 7일 ~ 2016년 3월 23일   | 메인 MC                                 |
| SBS TV       | 풋볼매거진 골                    | 2014년 5월 16일 ~ 2016년 6월 10일  | 매주 금요일                             |
| SBS TV       | 창업스타                         | 2015년 7월 3일 ~ 8월 28일          | 매주 금요일                             |
| SBS TV       | 게임쇼 유희낙락                  | 2016년 12월 20일 ~ 2018년 1월 13일 | 매주 금요일                             |
| SBS TV       | 돈워리스쿨 TV판                  | 2019년 5월 25일 ~ 6월 22일         | 매주 토요일                             |
| SBS TV       | 돈워리스쿨 TV판                  | 2019년 9월 19일 ~ 12월 19일        | 매주 목요일                             |
| SBS TV       | 본격연예 한밤                    | 2020년 2월 5일 ~ 8월 26일          | 매주 수요일                             |
| SBS TV       | 접속! 무비월드                   | 2015년 1월 3일 ~ 2020년 9월 12일   | 매주 토요일                             |
| SBS TV       | TV 동물농장                      | 2014년 1월 5일 ~ 2020년 9월 20일   | 매주 일요일                             |
| SBS U        | 뮤비클럽                         | 일자 미상                          | DMB                                     |
| SBS 파워FM   | 장예원의 오늘 같은 밤            | 2014년 10월 6일 ~ 2017년 3월 19일  | 매일                                    |
| SBS 파워FM   | 배성재의 텐                      | 2019년 2월 11일 ~ 2020년 1월 27일  | 매주 월요일 코너 고정 게스트            |
| SBS 파워FM   | 장예원의 씨네타운                | 2020년 2월 3일 ~ 9월 13일          | 매일                                    |
| SBS 고릴라팟 | 장예원, 이인권의 밤詩간          | 2017년 9월 22일 ~ 2018년 7월 18일  | 팟캐스트                                |
| tvN          | 세 얼간이                        | 2020년 10월 23일 ~ 11월 13일       | 매주 금요일                             |
| Mnet         | 캡틴                             | 2020년 11월 19일 ~ 2021년 1월 21일 | 매주 목요일                             |
| tvN          | 월간 커넥트                      | 2021년 1월 7일 ~ 12월 4일          | 매월 첫째주 토요일                      |
| YTN 사이언스 | 애니멀 시그널                    | 2021년 2월 17일 ~ 12월 22일        | 매주 수요일                             |
| MBC 에브리원 | 영화 왓수다                      | 2021년 3월 19일 ~ 4월 23일         |                                         |
| 국회방송     | 우리가 잘 몰랐던 국회史          | 2021년 7월 17일 ~ 10월 2일         | 매주 토요일                             |
| 네이버 나우  | 장스트릿                         | 2021년 11월 8일 ~ 2022년 11월 11일 | 평일                                    |
| 국회방송     | 우리가 잘 몰랐던 국회史 시즌2    | 2021년 11월 20일 ~ 2022년 2월 12일 | 매주 토요일                             |
| 채널A        | 슈퍼 DNA - 피는 못 속여          | 2022년 1월 10일 ~ 7월 4일          | 매주 월요일                             |
| 국회방송     | 우리가 잘 몰랐던 국회史 시즌3    | 2022년 4월 9일 ~ 7월 23일          | 매주 토요일                             |
| tvN STORY    | 벌거벗은 한국사                  | 2022년 4월 29일 ~ 현재             | 매주 수요일                             |
| 채널A        | 헬스 데이터 A+                   | 2022년 5월 29일 ~ 현재             | 매월 마지막주 일요일                    |
| 국회방송     | 우리가 잘 몰랐던 국회史 시즌4    | 2022년 11월 26일 ~ 2023년 1월 28일 | 매주 토요일                             |

## 기타 진행 및 출연
| 프로그램                                                          | 방송날짜                         | 내용                                                  |
| ----------------------------------------------------------------- | -------------------------------- | ----------------------------------------------------- |
| 라디오 김창렬의 올드 스쿨                                         | 2013년 4월 2일 화요일            | 아나모르나 퀴즈쇼 조정식 아나운서 동반 출연           |
| 라디오 두시탈출 컬투쇼                                            | 2014년 10월 6일 월요일           | 장예원의 오늘 같은 밤 진행 소식 알림                  |
| 라디오 두시탈출 컬투쇼                                            | 2015년 1월 7일 수요일            | 한밤의 TV 연예 진행 소식 알림                         |
| 라디오 두시탈출 컬투쇼                                            | 2020년 2월 4일 화요일            | 장예원의 씨네타운 DJ 자격으로 출연                    |
| 라디오 장기하의 대단한 라디오                                     | 2014년 11월 18일 화요일          | 연애상담 코너 출연                                    |
| 라디오 케이윌의 영스트리트                                        | 2014년 12월 31일 수요일          | 스무고개 코너 출연                                    |
| 라디오 배성재의 텐                                                | 2017년 6월 8일 목요일            | 프로듀스 1077 출연 (6/7 녹음분 방송)                  |
| 라디오 배성재의 텐                                                | 2018년 2월 8일 목요일            | 2018 평창 동계 올림픽 전야 특집 (1/31 녹음분 방송)    |
| 라디오 배성재의 텐                                                | 2018년 4월 5일 목요일            | 스페셜 DJ 장예원의 오늘 같은 텐                       |
| 라디오 배성재의 텐                                                | 2018년 4월 6일 금요일            | 스페셜 DJ 장예원의 오늘 같은 텐                       |
| 라디오 배성재의 텐                                                | 2018년 4월 7일 토요일            | 스페셜 DJ 장예원의 오늘 같은 텐                       |
| 라디오 배성재의 텐                                                | 2018년 4월 8일 일요일            | 스페셜 DJ 장예원의 오늘 같은 텐                       |
| 라디오 배성재의 텐                                                | 2018년 5월 28일 월요일           | 스페셜 DJ 장예원의 오늘 같은 텐                       |
| 라디오 배성재의 텐                                                | 2018년 11월 11일 월요일          | 일일 게스트                                           |
| 라디오 배성재의 텐                                                | 2019년 2월 9일 토요일            | 일일 게스트(장예인 아나운서, 애완견 여름이 동반 출연) |
| 한밤의 TV 연예                                                    | 2013년 4월 3일 수요일            | 일일 리포터 출연                                      |
| 한밤의 TV 연예                                                    | 2013년 11월 27일 수요일          | 일일 리포터 출연                                      |
| 도전 1000곡                                                       | 2013년 9월 22일 일요일           | 조정식 아나운서 동반 출연                             |
| 도전 1000곡                                                       | 2014년 6월 1일 일요일            | 애견전문가 이웅종 소장 동반 출연                      |
| 예능 프로그램 놀라운 대회 스타킹                                  | 2013년 9월 28일 토요일           | 패널 출연                                             |
| 예능 프로그램 놀라운 대회 스타킹                                  | 2013년 10월 5일 토요일           | 폴 댄스 시범                                          |
| 예능 프로그램 놀라운 대회 스타킹                                  | 2013년 11월 2일 토요일           | 패널 출연                                             |
| 예능 프로그램 놀라운 대회 스타킹                                  | 2013년 11월 16일 토요일          | 패널 출연                                             |
| 예능 프로그램 맨발의 친구들                                       | 2013년 10월 27일 일요일          | 퀴즈 출제                                             |
| SBS 희망TV                                                        | 2013년 11월 15일 금요일          | 기아체험 24시 연예인 인터뷰                           |
| SBS 희망TV                                                        | 2018년 5월 25일 금요일           | MC                                                    |
| SBS 희망TV                                                        | 2018년 5월 26일 토요일           | MC                                                    |
| 교양프로그램 순간포착 세상에 이런 일이                            | 2013년 12월 5일 목요일           | 일일 패널                                             |
| 2013 SBS 연기대상 시상식                                          | 2013년 12월 31일 화요일          | 레드카펫 인터뷰 진행                                  |
| 교양 프로그램 열린 TV 시청자 세상                                 | 2014년 3월 21일 금요일           | 방송현장 인&아웃 출연                                 |
| 교양 프로그램 열린 TV 시청자 세상                                 | 2015년 1월 16일 금요일           | 방송현장 인&아웃 출연                                 |
| 교양 프로그램 생방송 투데이                                       | 2014년 3월 27일 목요일           | 일일 진행                                             |
| 교양 프로그램 생방송 투데이                                       | 2014년 3월 28일 금요일           | 일일 진행                                             |
| 패션왕 코리아 시즌2                                               | 2014년 8월 13일 수요일           | 제작발표회 MC                                         |
| 예능 프로그램 런닝맨                                              | 2014년 8월 24일 일요일           | 알까기 대회 진행                                      |
| 드라마 비밀의 문                                                  | 2014년 9월 19일 금요일           | 비밀의 문 예습하기 영상 출연                          |
| 2014 SBS 파워FM 18주년 콘서트 [DJ]                                | 2014년 11월 16일 일요일          | 케이윌과 듀엣곡                                       |
| 예능 프로그램 매직아이                                            | 2014년 11월 18일 화요일          | 마지막회 출연                                         |
| 2014 SBS 물 환경 대상 시상식                                      | 2014년 12월 5일 금요일           | 배성재 아나운서와 사회 진행                           |
| 2014 SBS 가요대전 시상식                                          | 2014년 12월 21일 일요일          | 글로벌 스타상 시상                                    |
| 2014 SBS 연예대상 시상식                                          | 2014년 12월 30일 화요일          | 베스트 엔터테이너상 시상 및 축하무대 공연 세레머니    |
| 예능 프로그램 룸메이트                                            | 2015년 1월 6일 화요일            | SAF 연예대상 공연 연습                                |
| 예능 프로그램 정글의 법칙                                         | 2015년 3월 27일 금요일           | 내레이션                                              |
| 드라마 냄새를 보는 소녀                                           | 2015년 4월 1일 수요일            | 카메오 출연                                           |
| 교양 프로그램 '해피 투데이'                                       | 2015년 5월 22일 금요일           | 한밤의 TV연예 패널과 동반 출연                        |
| 예능 프로그램 힐링캠프, 기쁘지 아니한가                           | 2015년 6월 1일 월요일            | 미식캠프편 출연                                       |
| 예능 프로그램 힐링캠프, 기쁘지 아니한가                           | 2015년 6월 8일 월요일            | 미식캠프편 출연                                       |
| 예능 프로그램 더 랠리스트                                         | 2015년 12월 20일 일요일          | 배성재 아나운서와 마지막회 진행                       |
| 예능 프로그램 동상이몽, 괜찮아 괜찮아                             | 2015년 12월 26일 토요일          | 배우 김광규 동반 출연                                 |
| 2015 SBS 연예대상 시상식                                          | 2015년 12월 30일 수요일          | MC(사회자) 및 라디오 DJ 신인상 수상                   |
| 교양 프로그램 나를 찾아줘                                         | 2016년 2월 8일 월요일            | 설 특집 파일럿 프로그램 예고 영상 출연                |
| 2018 평창 동계 올림픽 성공기원 G-500 페스티벌 힘찬 함성 콘서트    | 2016년 9월 27일 화요일           | 배성재 아나운서와 사회 진행 (9/7 녹화분 방송)         |
| 2016 SBS 파워FM 20주년 콘서트 [POWER 20]                          | 2016년 11월 20일 일요일          | 배성재 아나운서와 사회 진행 (11/1 녹화분 방송)        |
| SBS 2017 대한민국 새로운 시작 국민과 함께                         | 2017년 5월 10일 수요일           | 제19대 대한민국 대통령 취임 특집                      |
| 팬덤스쿨 2017 코리아 뮤직 페스티벌                                | 2017년 10월 9일 월요일           | 재현, 육성재와 사회 진행 (10/1 녹화분 방송)           |
| 본격연예 한밤                                                     | 2018년 10월 9일 화요일           | 인터뷰 출연(배성재, 조정식 아나운서와 동반 출연)      |
| 모비딕 <세젤퀴>                                                   | 2018년 10월 11일 목요일          | 패널                                                  |
| 모비딕 <세젤퀴>                                                   | 2018년 10월 18일 목요일          | 패널                                                  |
| 모비딕 <세젤퀴>                                                   | 2018년 10월 25일 목요일          | 패널                                                  |
| 스브스뉴스 <돈워리스쿨>                                           | 2018년 10월 22일 월요일          | 게스트                                                |
| 스브스뉴스 <돈워리스쿨>                                           | 2018년 10월 29일 월요일          | 게스트                                                |
| SBS 슈퍼콘서트 in 수원                                            | 2018년 11월 1일 목요일           | 세븐틴 민규와 사회 진행                               |
| 2018 SBS 연기대상 시상식                                          | 2018년 12월 31일 월요일          | 캐릭터 상 시상 영상 출연                              |
| 드라마 열혈사제                                                   | 2019년 4월 20일 토요일           | 카메오 출연(뉴스속보 앵커 역)                         |
| SBS mobile24 개국축하쇼                                           | 2019년 4월 24일 수요일           | 조정식 아나운서와 동반 진행                           |
| SBS 슈퍼콘서트 in 광주                                            | 2019년 5월 5일 일요일            | 사회 진행                                             |
| SBS mobile24 <배거슨 라이브 ㅅㅅㅅ>                               | 2019년 6월 26일 수요일           | 게스트                                                |
| 예능 리틀 포레스트                                                | 2019년 8월 12일 월요일           | 제작발표회 MC                                         |
| 예능 프로그램 런닝맨                                              | 2019년 9월 1일 일요일            | 게스트                                                |
| 예능 프로그램 런닝맨                                              | 2019년 9월 8일 일요일            | 게스트                                                |
| 추석특집 <BTS 예능 연대기>                                        | 2019년 9월 11일 수요일           | MC                                                    |
| SBS 슈퍼콘서트 in 인천                                            | 2019년 10월 6일 일요일           | 사회 진행                                             |
| 2019 SBS 연예대상 시상식                                          | 2019년 12월 28일 토요일          | 오프닝 MC 및 축하무대 걸그룹 댄스 공연                |
| 드라마 낭만닥터 김사부 2                                          | 2020년 1월 6일 월요일            | 제작발표회 MC                                         |
| FIFA 21 한국 디지털 쇼케이스                                      | 2020년 10월 2일 금요일           | 게스트                                                |
| Mnet 2020 MAMA 능력고사 〈꼭 가고싶다 MAMA〉                      | 2020년 12월 2일 수요일           | 진행                                                  |
| tvN 온앤오프                                                      | 2020년 12월 5일 토요일           | 게스트                                                |
| KBS2 옥탑방의 문제아들                                            | 2020년 12월 15일 화요일          | 게스트(장예인과 동반 출연)                            |
| Mnet 2020 MAMA Behind                                             | 2020년 12월 18일 금요일          | 내레이션                                              |
| XtvN 프리한 19                                                    | 2020년 12월 21일 월요일          | 게스트                                                |
| 네이버 나우 <Question Mark>                                       | 2021년 1월 4일 월요일            | 게스트                                                |
| KBS 2FM 박명수의 라디오쇼                                         | 2021년 3월 22일 월요일           | 직업의 섬세한 세계 코너 게스트                        |
| 한국직업방송 헤드헌턴                                             | 2021년 4월 2일 ~ 5월 21일        | 매주 금요일 고정 출연                                 |
| JTBC 아는 형님                                                    | 2021년 4월 17일 토요일           | 게스트                                                |
| 채널S 잡동산                                                      | 2021년 4월 22일 목요일           | 게스트                                                |
| TV조선 뽕숭아학당                                                 | 2021년 6월 2일 수요일            | 진행                                                  |
| KBS2 사장님 귀는 당나귀 귀                                        | 2021년 6월 6일 일요일            | 스페셜MC                                              |
| KBS2 사장님 귀는 당나귀 귀                                        | 2021년 6월 13일 일요일           | 스페셜MC                                              |
| 카카오TV <개미는 오늘도 뚠뚠 챕터4>                               | 2021년 6월 18일 금요일           | 게스트                                                |
| JTBC <브라이드X클럽>                                              | 2021년 9월 22일 수요일           | 고정 패널                                             |
| JTBC <브라이드X클럽>                                              | 2021년 9월 29일 수요일           | 고정 패널                                             |
| MBC 구해줘! 숙소                                                  | 2021년 10월 27일 수요일          | 게스트                                                |
| Mnet 2021 MAMA 노미네이션                                         | 2021년 11월 3일 수요일           | 진행                                                  |
| G1방송 창사 20주년 특집 다큐멘터리 ‘함께할 개' 3부 <너와 나 함께> | 2021년 11월 12일 금요일          | 내레이션                                              |
| EBS 장학퀴즈                                                      | 2021년 11월 28일 일요일          | 게스트                                                |
| EBS 장학퀴즈                                                      | 2021년 12월 5일 일요일           | 게스트                                                |
| 울산방송 공업지구 60주년 특집 <다시 쓰는 이력서>                  | 2022년 2월 5일 토요일            | 내레이션                                              |
| MBC 라디오스타                                                    | 2022년 3월 16일 수요일           | 게스트                                                |
| Mnet <마이 보이프렌드 이즈 베러>                                  | 2022년 3월 25일 ~ 5월 6일        | 매주 금요일 고정출연                                  |
| MBC FM4U 두시의 데이트                                            | 2022년 10월 5일 수요일           | 스페셜 DJ                                             |
| MBC FM4U 두시의 데이트                                            | 2022년 10월 6일 목요일           | 스페셜 DJ                                             |
| B tv <신묘한 전당포>                                              | 2022년 11월 5일 ~ 2023년 1월 7일 | 매주 토요일 고정출연                                  |
| JTBC <오버 더 톱>                                                 | 2023년 1월 3일                   | 게스트                                                |

## 대외 활동
| 행사명                                                                       | 날짜                              | 내용                       |
| ---------------------------------------------------------------------------- | --------------------------------- | -------------------------- |
| 2014 인천 아시안 게임 선수단 결단식                                          | 2014년 9월 11일 목요일            | 사회                       |
| 2014 인천 아시안 게임 선수단 격려 오찬                                       | 2014년 10월 13일 월요일           | 사회                       |
| 2015 서울 디지털 포럼 (SDF 2015)                                             | 2015년 5월 19일 화요일            | 사회                       |
| 2015 KBO 리그 두산 베어스 홈경기 (對 SK 와이번스)                            | 2015년 5월 23일 토요일            | 시구                       |
| 2015 새시대 통일의 노래 캠페인 ONE K 콘서트                                  | 2015년 10월 9일 금요일            | 사회                       |
| 2015 아나운서 대상 시상식                                                    | 2015년 12월 4일 금요일            | 사회                       |
| 2015 대한축구협회 시상식                                                     | 2015년 12월 23일 수요일           | 사회                       |
| 2015 SBS 연예대상 시상식                                                     | 2015년 12월 30일 수요일           | 사회                       |
| 2016 제20대 국회 동물복지 국회포럼 발족식                                    | 2016년 6월 29일 수요일            | 사회                       |
| 2016 제20회 서울 국제 만화 애니메이션 페스티벌 (SICAF 2016) 개막식           | 2016년 7월 6일 수요일             | 사회                       |
| 2016 리우 올림픽 선수단 격려 오찬                                            | 2016년 8월 25일 목요일            | 사회                       |
| 2016 2018 평창 동계 올림픽 성공기원 G-500 페스티벌 힘찬 함성 콘서트          | 2016년 9월 7일 수요일             | 사회                       |
| 2016 부산 원아시아 페스티벌 (BOF) K-POP 콘서트 3STAGE                        | 2016년 10월 2일 일요일            | 사회                       |
| 2016 부산 원아시아 페스티벌 (BOF) K-POP 콘서트 3STAGE                        | 2016년 10월 3일 월요일            | 사회                       |
| 2016 부산 원아시아 페스티벌 (BOF) K-POP 콘서트 3STAGE                        | 2016년 10월 4일 화요일            | 사회                       |
| 2016 KLPGA 대상 시상식                                                       | 2016년 12월 6일 화요일            | 사회                       |
| 제80회 세계체육기자연맹 (AIPS) 총회                                          | 2017년 5월 10일 수요일            | 사회                       |
| 잡지 퀸 2017년 7월호                                                         | 2017년 7월                        | 표지 모델 및 화보          |
| 코카-콜라와 함께하는 2018 평창 동계 올림픽 성화봉송으로 하나되는 순간 발대식 | 2017년 9월 27일 수요일            | 사회                       |
| 팬덤스쿨 2017 코리아 뮤직 페스티벌                                           | 2017년 10월 1일 일요일            | 사회                       |
| 장진호 전투영웅 추도식                                                       | 2017년 10월 25일 수요일           | 사회                       |
| 2018 평창 동계 올림픽 성화 도착 환영 행사                                    | 2017년 11월 1일 수요일            | 사회                       |
| 2018 평창 동계 올림픽 성화 봉송 부산                                         | 2017년 11월 4일 토요일            | 주자                       |
| 2017 기업가정신 컨퍼런스                                                     | 2017년 11월 13일 월요일           | 사회                       |
| 2017 슈퍼모델 선발대회                                                       | 2017년 12월 15일 금요일           | 사회                       |
| 2018 평창 동계 올림픽 성공 기원 점등식                                       | 2017년 12월 23일 토요일           | 사회                       |
| 2018 평창 동계 올림픽 대한민국 선수단 결단식                                 | 2018년 1월 24일 수요일            | 사회                       |
| 2018 평창 동계 올림픽 대한민국 선수단 해단식                                 | 2018년 2월 26일 월요일            | 사회                       |
| 2018 평창 동계 패럴림픽 대회 성화합화행사                                    | 2018년 3월 3일 토요일             | 사회                       |
| 제12회 미래패키징 신기술 정부포상 시상식                                     | 2018년 4월 17일 화요일            | 사회                       |
| 2018 러시아 월드컵 대한민국 축구 국가대표팀 서울광장 출정식                  | 2018년 5월 21일 월요일            | 사회                       |
| 2018 KBO 리그 두산 베어스 홈경기 (對 SK 와이번스)                            | 2018년 5월 29일 화요일            | 시구                       |
| 2018 서울 드라마 어워즈 기자 간담회                                          | 2018년 8월 7일 화요일             | 사회                       |
| 2018 KBO 골든글러브상 시상식                                                 | 2018년 12월 10일 월요일           | 사회                       |
| 제31회 차범근 축구상                                                         | 2019년 2월 13일 수요일            | 사회                       |
| 2018-2019 한국프로농구 SK 나이츠 홈경기 (對 부산 kt 소닉붐)                  | 2019년 2월 17일 일요일            | 시투(장예인 아나운서 동반) |
| '세계 최초 5G 상용화, 대한민국이 시작합니다' 기념식                          | 2019년 4월 8일 월요일             | 사회                       |
| 제5회 '국민안전의 날' 국민안전 다짐대회                                      | 2019년 4월 16일 화요일            | 사회                       |
| 2019 환자안전일 기념행사                                                     | 2019년 5월 29일 수요일            | 사회                       |
| 2019년 FIFA U-20 월드컵 축구 국가대표 환영행사                               | 2019년 6월 17일 월요일            | 사회                       |
| 한국해양교통안전공단 출범식                                                  | 2019년 7월 1일 월요일             | 사회                       |
| 잡지 <월간 에세이> 2019년 9월호                                              | 2019년 9월                        | 인터뷰                     |
| 2019 서울뮤직페스티벌                                                        | 2019년 9월 28일 일요일            | 사회                       |
| 제32회 차범근 축구상                                                         | 2020년 2월 6일 목요일             | 사회                       |
| 2020 대한민국 대중문화예술상                                                 | 2020년 10월 28일 수요일           | 사회                       |
| 이투스 '올공플랜' 런칭 라이브 쇼케이스                                       | 2020년 12월 23일 수요일           | 사회                       |
| 국가 인공지능 데이터센터 투자협약 및 착수식                                  | 2021년 2월 4일 목요일             | 사회                       |
| 이투스 '2022 수능수학 선택과목 가이드' 라이브 세미나                         | 2021년 2월 10일 수요일            | 사회                       |
| 2021 서경대학교 신입생 문화제 - 도전 서경 골든벨                             | 2021년 2월 25일 목요일            | 사회                       |
| 제102주년 3·1절 기념식                                                       | 2021년 3월 1일 월요일             | 사회                       |
| 국립국악원 온라인 토크 & 뮤직 콘서트 <사랑방 중계>                           | 2021년 3월 4일 ~ 25일 매주 목요일 | 사회                       |
| 제33회 차범근 축구상                                                         | 2021년 3월 16일 화요일            | 사회                       |
| 영화 자산어보 V LIVE 온라인GV                                                | 2021년 3월 31일 수요일            | 진행                       |
| 제34회 세계 금연의 날 온라인 기념식                                          | 2021년 5월 31일 월요일            | 사회                       |
| 이투스 6평 합방 라이브                                                       | 2021년 6월 3일 목요일             | 사회                       |
| 핸썸TV 쇼핑 라이브                                                           | 2021년 6월 24일 목요일            | 진행                       |
| 티빙 <환승연애> X-LIVE                                                       | 2021년 7월 2일 금요일             | 진행                       |
| 지고트 X 네이버 쇼핑 라이브                                                  | 2021년 10월 14일 목요일           | 진행                       |
| 2021 대한민국 대중문화예술상                                                 | 2021년 10월 28일 목요일           | 사회                       |
| 티빙 <러브캐처 인 서울> 온라인 제작발표회                                    | 2021년 11월 19일 금요일           | 진행                       |
| 이투스 라이브 토크쇼                                                         | 2021년 11월 19일 금요일           | 진행                       |
| 핸썸TV 쇼핑 라이브                                                           | 2021년 12월 16일 목요일           | 진행                       |
| 영화 킹메이커 시사회                                                         | 2021년 12월 17일 금요일           | 진행                       |
| 핸썸TV 쇼핑 라이브                                                           | 2022년 3월 3일 목요일             | 진행                       |
| 강다니엘 정규앨범 '더 스토리(The Story)' 발매 기념 기자간담회                | 2022년 5월 24일 화요일            | 진행                       |
| 드라마 아무것도 하고 싶지 않아 제작발표회                                    | 2022년 11월 15일 화요일           | 진행                       |
| 2022 대한민국 대중문화예술상                                                 | 2022년 11월 24일 목요일           | 진행                       |
| '신라면세점X구찌뷰티' 온라인 비대면 뷰티클래스                               | 2022년 12월 2일 금요일            | 진행                       |
| 제35회 차범근 축구상                                                         | 2023년 3월 2일 목요일             | 진행                       |

## 수상 경력
- 2015년 SBS 제3분기 비전실천상
- 2015년 아나운서 대상 예능부문 TV진행상
- 2015년 SAF SBS 연예대상 라디오 DJ 신인상
- 2018년 제4회 스포츠마케팅어워드 스포츠 아나운서/해설위원 부문 특별상

## 저서
- 에세이집 《클로징 멘트를 했다고 끝은 아니니까》 (2020년 11월 11일, 21세기북스, ISBN 978-89-509-9270-5)[2]

## 광고
- 모바일게임 《십사천서》